# Фонтанела (Ређо Емилија)
Фонтанела (итал. Fontanella) је насеље у Италији у округу Ређо Емилија, региону Емилија-Ромања.
Према процени из 2011. у насељу је живело 28 становника. Насеље се налази на надморској висини од 404 м.